# Фортеця Німфая
Фортеця Німфая —  укріплення пізньовізантійського періоду (1057—1453 роки) за 11 км на північ від Комотіні у Фракії. 

## Опис
Фортеця контролювала південну частину проходу з рівнини Пловдив через гірський хребет Родопі на рівнину Комотіні, а також давала змогу візуально контролювати частину рівнини, Егнатієву дорогу аж до берегів  Фракійського моря. 
Фортеця має квадратну форму, і в минулому на кожному куті було чотири циліндричні вежі. Нині в основному збереглися руїни південного укріплення довжиною 33 фути та оборонний вал на заході. Укріплення досягає 5 метрів у висоту при товщині 1,8 метра. Загальне укріплення мало периметр 60 метрів.Під час розкопок у районі фортеці віднайдено кераміку та монети візантійського періоду.